# Goldquelle
Koordinaten: 48° 39′ 47,7″ N, 10° 9′ 25″ O
Die Goldquelle, auch Goldbachquelle genannt, ist eine Karstquelle auf der Schwäbischen Alb bei Heidenheim an der Brenz im baden-württembergischen Landkreis Heidenheim.

## Beschreibung

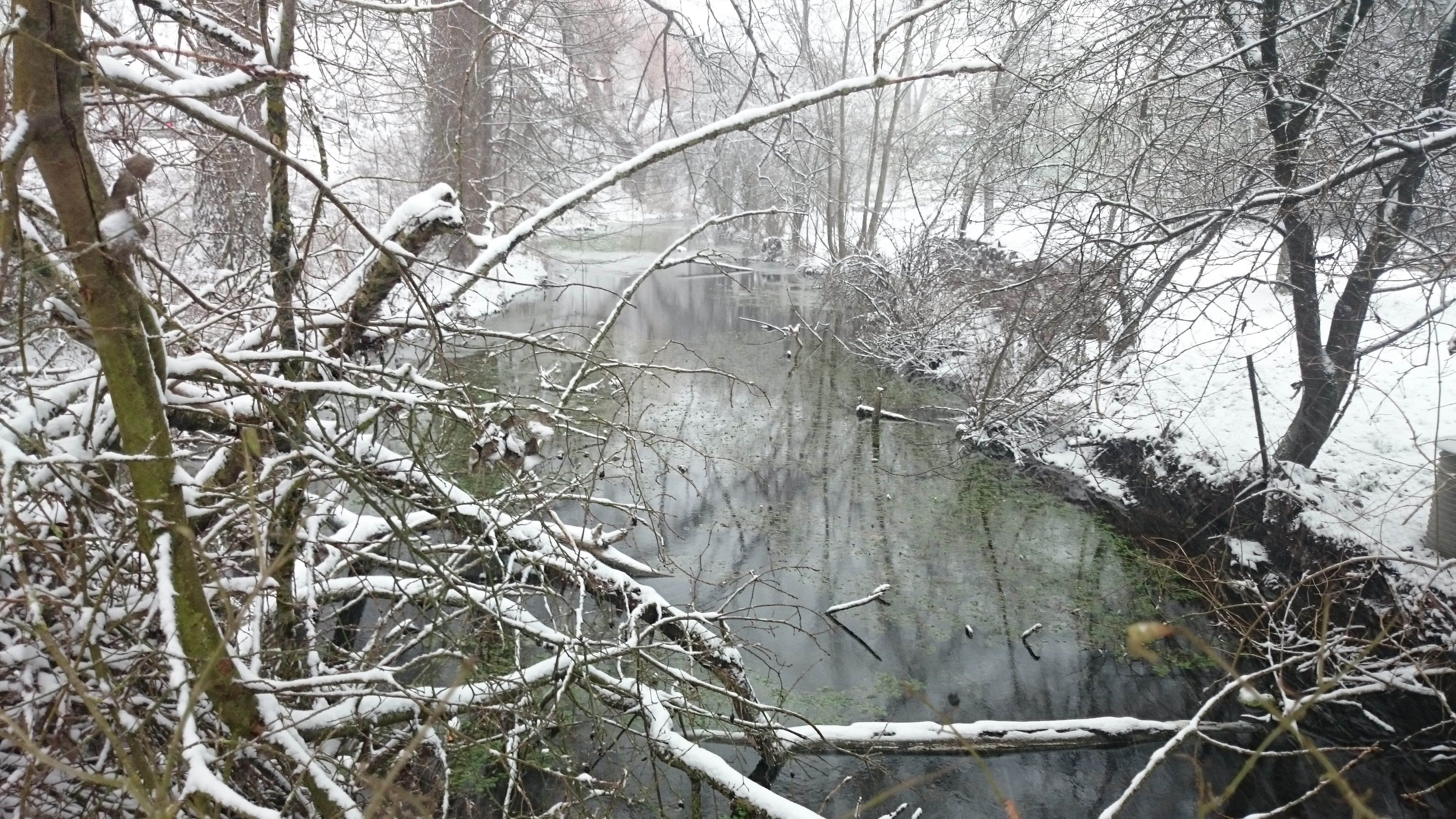
Die Pflusterbachquelle

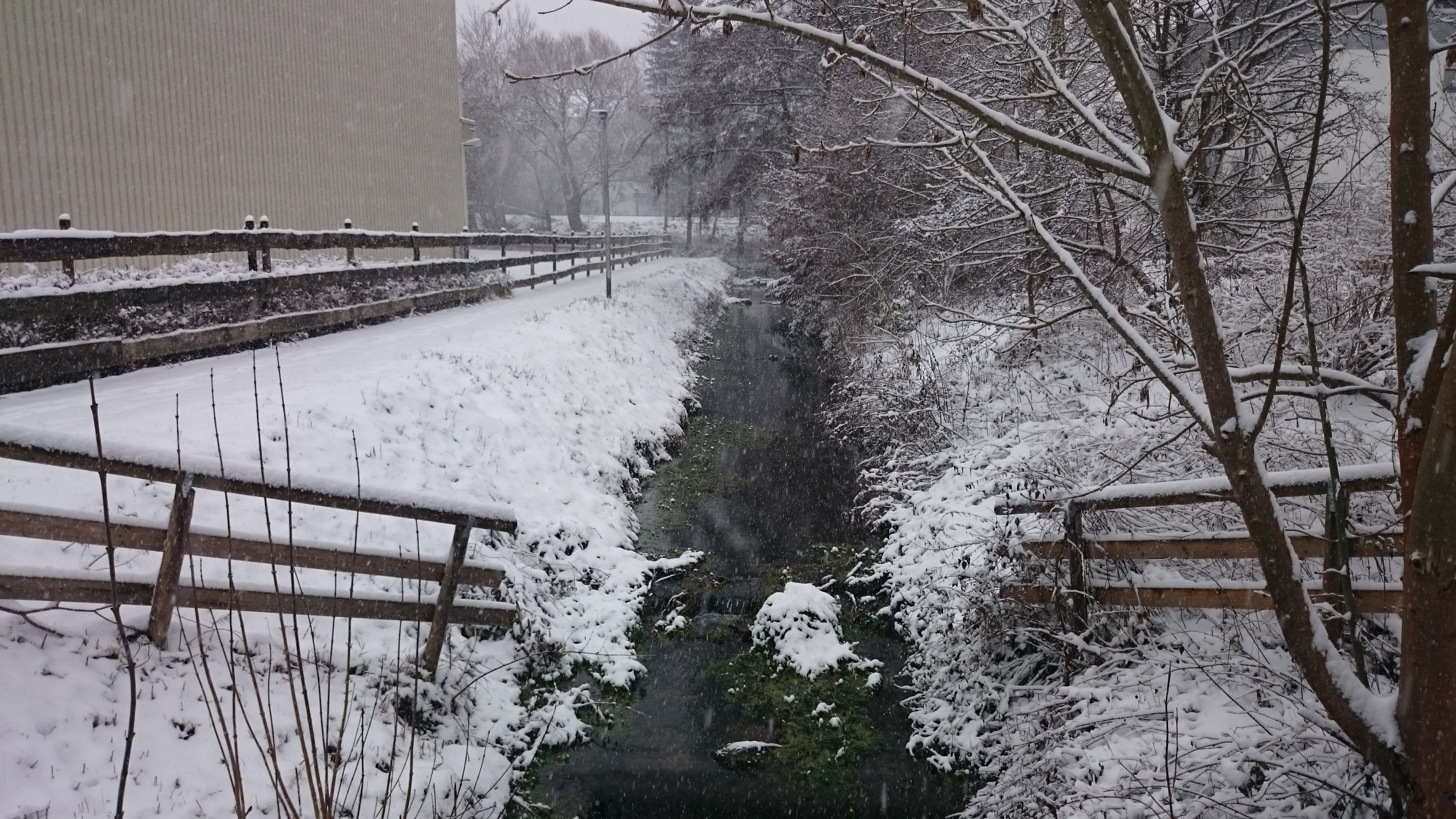
Der abfließende Pflusterbach

Die Goldquelle liegt zwischen Heidenheim und Mergelstetten links der Brenz, direkt an der Bundesstraße 19. Auf der gegenüberliegenden Talseite befindet sich etwas flussaufwärts die Brunnenmühlenquelle. Die Karstquelle liegt am Ufer des Pflusterbaches, der etwas nördlich der Pflusterbachquelle entspringt.
Der der Goldquelle und Pflusterbachquelle entspringende Pflusterbach, auch Goldbach genannt, mündet nach etwa 550 m in einen Seitenarm der Brenz. Der Darmbach ist ein Zufluss des Pflusterbaches. Die mittlere Schüttung beider Karstquellen beträgt 1200 l/s.

## Geschichte
Die Goldquelle sollte im 19. Jahrhundert ein Firmengebäude mit Wasser versorgen. Der Besitzer übernahm sie im Jahr 1884 zusammen mit der Goldmühle. Wegen zu geringer Schüttung verkaufte er sie 1885 an die Stadt Heidenheim, die im gleichen Zuge die Pflusterbachquelle von der damals noch nicht zur Stadt gehörenden
Gemeinde Mergelstetten erwarb. Mit einer Dampfkolbenpumpe wurde ihr Quellwasser, wie zuvor auch das der Brunnenmühlenquelle in den Hochbehälter am Schloss Hellenstein gepumpt. Die Überreste dieses historischen Beckens sind noch heute zu erkennen (⊙). Heute speist ein Pumpwerk Wasser der Pflusterbachquelle in die Trinkwasserversorgung von Heidenheim ein. Sie ist komplett umzäunt und im Privatbesitz der Stadtwerke Heidenheim AG. Seit vielen Jahren wird nicht mehr direkt aus der Quelle gefördert, sondern aus tiefer liegenden Grundwasserschichten.